# Lammschluchtbrücke
Die Lammschluchtbrücke (oder Chlusbodenbrücke) war eine Steinbogenbrücke über die Waldemme im Schweizer Kanton Luzern. Die Brücke lag im Entlebuch auf dem Gebiet der Gemeinde Schüpfheim. Sie wurde Ende 2024 durch eine neue Brücke ersetzt und am 18. Februar 2025 gesprengt.

## Konstruktion
Die einbogige Betonkonstruktion mit aufgeblendetem Sandsteinmauerwerk wurde in den Jahren von 1913 bis 1916 erstellt, als eine neue Kantonsstrasse in das Mariental gebaut wurde, die den schmalen, steilen Fahrweg über den Klusstalden ablöste. 1952 wurde die Fahrbahnplatte erweitert. Aufgrund der Rissbildung musste das Bauwerk 2009 saniert werden.

## Nutzung
Die Kantonsstrasse K 36 (Hauptstrasse 364.1) von Schüpfheim nach Flühli/Sörenberg führt in der Lammschlucht über die zweispurige Strassenbrücke. Die Höchstgeschwindigkeit ist 60 km/h.

## Sprengobjekt
Während des Zweiten Weltkriegs wurde an der Brücke von der Schweizer Armee ein Sprengobjekt angebracht.

## Neue Brücke
Statt des Chlusstaldentunnels und der alten Brücke eingangs der Schlucht wurde 2023/24 eine neue, gestreckte Brücke gebaut. Die Brücke wurde im Dezember 2024 in Betrieb genommen.

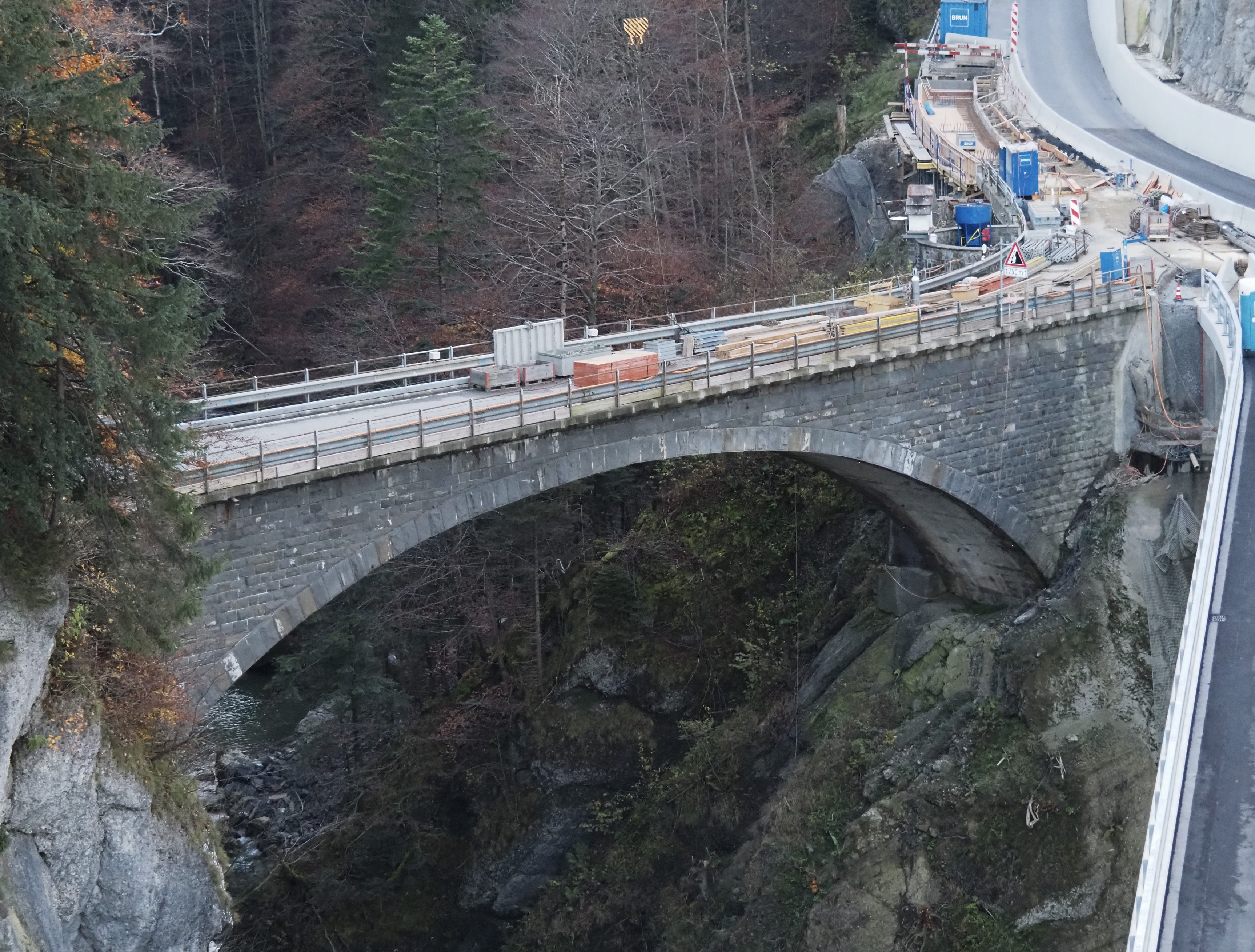
Alte Brücke im November 2024
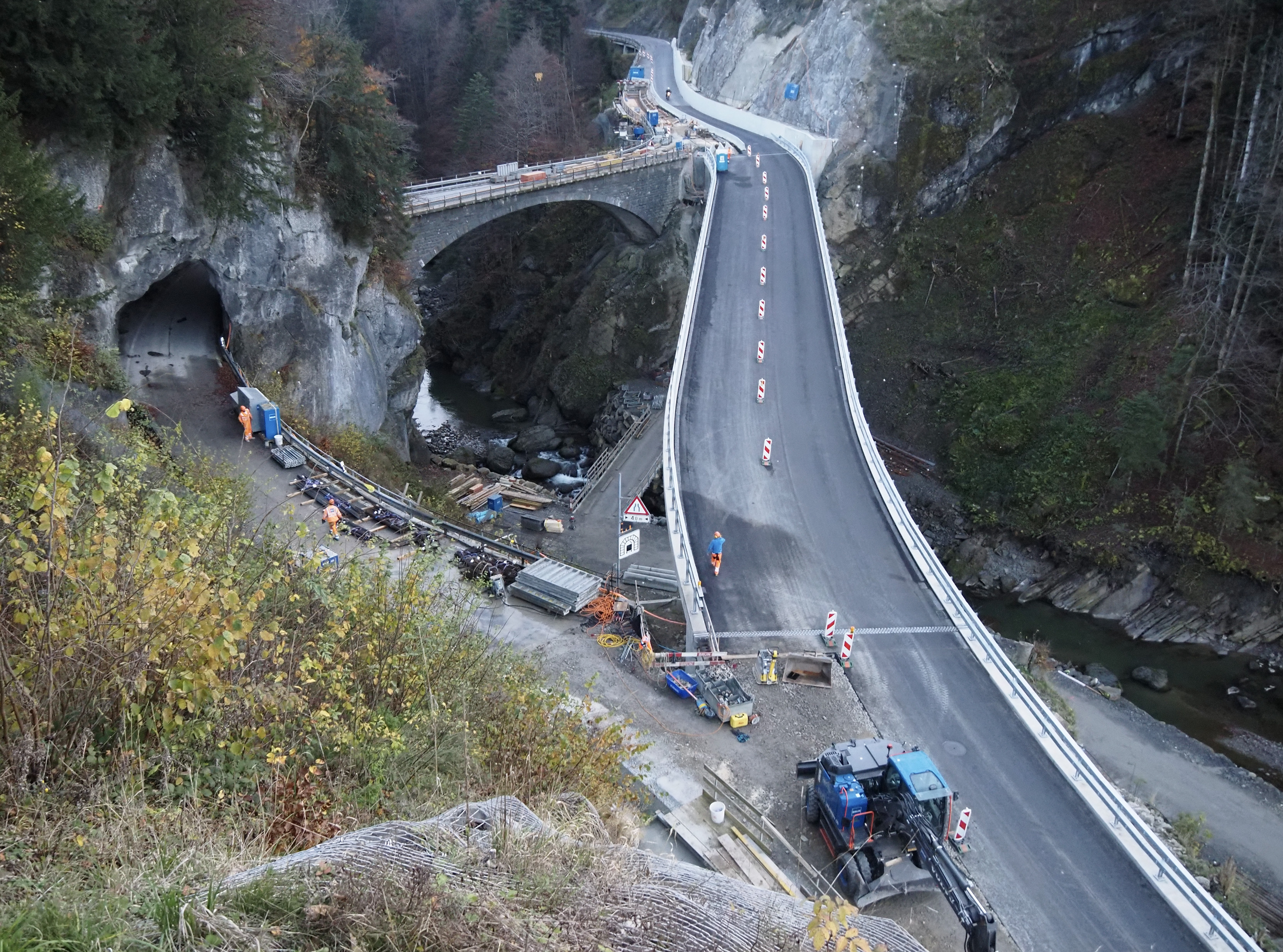
Alte und neue Brücke über die Waldemme (November 2024)